# Danh sách núi lửa ở Hy Lạp
Dưới đây là danh sách các núi lửa đã và đang hoạt động ở Hy Lạp.
| Tên                    | Độ cao | Độ cao | Địa điểm                                  | Lần phun cuối |
| Tên                    | mét    | bộ     | Tọa độ                                    | Lần phun cuối |
| Kos                    | 430    | 1411   | 36°51′07″B 27°15′04″Đ / 36,852°B 27,251°Đ | Pleistocene   |
| Methana                | 760    | 2493   | 37°36′54″B 23°20′10″Đ / 37,615°B 23,336°Đ | 258 TCN       |
| Milos                  | 751    | 2464   | 36°41′56″B 24°26′20″Đ / 36,699°B 24,439°Đ | 140           |
| Nisyros                | 698    | 2290   | 36°35′10″B 27°09′36″Đ / 36,586°B 27,16°Đ  | 1888          |
| Poros                  | 80     | 240    | 37°29′56″B 23°27′25″Đ / 37,499°B 23,457°Đ | Pliocen       |
| Santorini (Nea Kameni) | 130    | 390    | 36°24′14″B 25°23′46″Đ / 36,404°B 25,396°Đ | 1950          |
| Yali                   | 180    | 591    | 36°40′16″B 27°08′24″Đ / 36,671°B 27,14°Đ  | Holocene      |